# Első Emelet Best of 1
Első Emelet Best of 1 – pierwsze DVD zespołu Első Emelet, wydane nakładem wytwórni Private Moon Records w grudniu 2007 roku. Na płycie znajduje się materiał zebrany z archiwów Magyar Televizió (koncerty oraz teledyski).

## Lista filmów
1. "Amerika" (koncert w Petőfi Csarnok – 1985)
2. "Középkori házibuli" (koncert w Budapest Sportcsarnok – 1997)
3. "Nézelődünk" (koncert w Petőfi Csarnok – 1985)
4. "Édes évek" (1985)
5. "A film forog tovább" (1986)
6. "Benő a hős" (1984)
7. "Táncosnő" (1987)
8. "A kenguru jobbhorga" (1984)
9. "Madame Pompadour" (koncert w Budapest Sportcsarnok – 1997)
10. "Állj, vagy lövök!" (1988)
11. "Szépek szépe balladája" (1987)
12. "Angyali vallomás" (koncert w Budapest Sportcsarnok – 1997)
13. "Csakazértis szerelem" (teledysk – 1987)
14. "Nem férek a bőrömbe" (1987)
15. "Menekülés az éjszakába" (teledysk – 1987)
16. "Á la carte" (teledysk – 1987)
17. "Boldog névnapot!" (koncert w Budapest Sportcsarnok – 1997)
18. "Drakula táncol" (teledysk – 1989)
19. "Európában hallgatnak a fegyverek" (teledysk – 1988)
20. "Subiduma" (teledysk – 1989)
21. "Lány a villamoson" (teledysk – 1990)
22. "Szerelem angyala" (1990)
23. "Kis generáció" (teledysk – 1990)
24. "Töröm a fejem" (1983)
25. "Állj, vagy lövök!" (teledysk w wersji anglojęzycznej – 1986)
26. "Turnéfilm - előzetes" (1987)
27. "Turnéfilm" (1987)
28. "Drakula táncol (1990)